# Saraorci
Saraorci (Servisch cyrillisch Сараорци) is een plaats in de Servische gemeente Smederevo. De plaats telt 2413 inwoners (2002).